# Mozes Heiman Gans
Mozes Heiman Gans een enkele keer aangeduid als Max Gans, (Amsterdam, 12 mei 1917 – aldaar, 3 juli 1987) was een Nederlands juwelier en (buitengewoon) hoogleraar.

## Biografie
Heiman Gans was zoon van Rachel Roet en Isaäc Gans. Vader was directeur van De Joodse Invalide, als ook voorzanger. Zijn moeder en twee broers (Benjamin en Louis) werden in 1943 tijdens de holocaust omgebracht in concentratiekampen. Hijzelf trouwde in 1942 met edelsmid Jenny Premsela (1919-2014); het echtpaar week vrijwel direct uit. Zij schreef er Vluchtweg, aan de bezetter ontsnapt over.
Heiman Gans was van huis uit juwelier en antiquair bij Premsela en Hamburger (sinds 1973 koninklijk); hij werd er uiteindelijk president-directeur. Hij werd echter bekend als verzamelaar en kenner van de Joodse geschiedenis en documentatie daarvan.
Hij was voor het naziregime in de Tweede Wereldoorlog gevlucht naar Zwitserland. Hij werd daar lid van de Joodse Coördinatie Commissie, waarbij hij zich inspande in geestelijke bijstand. Dit mondde uit in het zijn van bestuurslid in allerlei organisaties, waaronder de Nederlands-Israëlietische Hoofdsynagoge in Amsterdam, het Nederlands Israelitisch Kerkgenootschap en de Centrale Onderwijs Commissie. Vanaf 1950 was hij redacteur bij het Nieuw Israëlietisch Weekblad; sinds 1957 hoofdredacteur tot zijn afscheid in 1967.
In de jaren vijftig was hij co-auteur van Geschiedenis van het Nederlandse Zilver; samen geschreven met kunsthistoricus en conservator bij het Rijksmuseum Amsterdam Th.M. Duyvené de Wit-Klinkhamer (J.H. de Bussy).
Zijn bekendste en belangrijkste werk is het Memorboek uit 1971 (zevende druk in 1991), een platenatlas van het leven van de joden in Nederland in de periode van de middeleeuwen tot 1940. Gans had eerst moeite dat werk uitgegeven te krijgen, later verschenen er meerdere delen met ook een vertaling naar het Engels. Ander werk van hem was Het Nederlandse Jodendom, de sfeer waarin wij leefden.
Voor zijn werk voor de Joodse gemeenschap werd hij in 1972 onderscheiden met de Zilveren Anjer, in 1974 benoemd tot chower (vriend), in 1966 was hij al benoemd tot ridder in de Orde van Oranje-Nassau vanwege zijn werk bij de juwelier. In 1976/1977 was hij voor een jaar buitengewoon hoogleraar binnen de Cleveringaleerstoel van Universiteit Leiden.
- Gemeinsame Normdatei: 118934546
- International Standard Name Identifier: 0000 0001 1944 2333
- Library of Congress Control Number: n85182913
- Nationale Bibliotheek van Israël: 987007427184905171
- Nederlandse Thesaurus van Auteursnamen: 067979033
- Système universitaire de documentation: 086843036
- Virtual International Authority File: 170439677
- WorldCat: E39PBJqK9XjkwQXpfxmKVDdmh3